# Ornithocephalus dodsonii
Ornithocephalus dodsonii är en orkidéart som beskrevs av Roberto Vásquez och T.Krömer. Ornithocephalus dodsonii ingår i släktet Ornithocephalus och familjen orkidéer.
Artens utbredningsområde är Bolivia. Inga underarter finns listade i Catalogue of Life.